# Tajne przez poufne (serial telewizyjny)
Tajne przez poufne (ang. Cover Me: Based on the True Life of an FBI Family, 2000–2001) – amerykański serial dramatyczny.
Jego światowa premiera odbyła się 5 marca 2000 roku na kanale USA Network. Ostatni odcinek został wyemitowany 24 marca 2001 roku. W Polsce serial nadawany był dawniej na kanale Polsat.

## Obsada
- Peter Dobson jako Danny Arno
- Melora Hardin jako Barbara Arno
- Cameron Richardson jako Celeste Arno
- Antoinette Picatto jako Ruby Arno
- Michael Angarano jako Chance Arno
- Steve Sauve jako Dave Stewart
- David Faustino jako Starszy Chance (niewymieniony w czołówce)

## Spis odcinków
| N/o            | Tytuł angielski                   |
| -------------- | --------------------------------- |
|                |                                   |
| SERIA PIERWSZA |                                   |
|                |                                   |
| 01             | Just Act Normal                   |
|                |                                   |
| 02             | The Line                          |
|                |                                   |
| 03             | Domestic Terrorism                |
|                |                                   |
| 04             | Where Have You Gone, Sandy Koufax |
|                |                                   |
| 05             | Perfect Frank                     |
|                |                                   |
| 06             | Beauty Marks                      |
|                |                                   |
| 07             | Our Mister Brooks                 |
|                |                                   |
| 08             | The Fever Flip                    |
|                |                                   |
| 09             | Turtle Soup                       |
|                |                                   |
| 10             | F.B.I.V.                          |
|                |                                   |
| 11             | Bazooka Joe                       |
|                |                                   |
| 12             | The Book of Danny                 |
|                |                                   |
| 13             | In Plain Sight                    |
|                |                                   |
| 14             | Killing Me Softly                 |
|                |                                   |
| 15             | The Hit Parade                    |
|                |                                   |
| 16             | Absolution                        |
|                |                                   |
| 17             | Vegas Mother's Day                |
| 18             | Vegas Mother's Day                |
|                |                                   |
| 19             | Borderline Normal                 |
|                |                                   |
| 20             | Stings Like a Bee                 |
|                |                                   |
| 21             | Home for the Holidays             |
|                |                                   |
| 22             | The River                         |
|                |                                   |
| 23             | Rasho Mom                         |
|                |                                   |
| 24             | Sub Zero                          |
|                |                                   |
| 25             | Viva Zapatos                      |
|                |                                   |